# Heliconius adonides
Heliconius adonides är en fjärilsart som beskrevs av Friedrich Wilhelm Niepelt 1908. Heliconius adonides ingår i släktet Heliconius och familjen praktfjärilar. Inga underarter finns listade i Catalogue of Life.